# Ecliptopera litterata
Ecliptopera litterata är en fjärilsart som beskrevs av Reginald James West 1929.
Ecliptopera litterata ingår i släktet Ecliptopera och familjen mätare. Inga underarter finns listade i Catalogue of Life.